# Ellen Epstein
Ellen Epstein (ur. 28 września 1898 we Wrocławiu, zm. 22 października 1942 w Rydze) – niemiecka pianistka żydowskiego pochodzenia.

## Życiorys
Urodziła się 28 września 1898 r. we Wrocławiu. Dorastała w Katowicach. Jej ojciec umarł, gdy miała 11 lat. Od 1915 r. mieszkała z matką (zm. 1942 r.) i siostrą Margot (ur. 1890 r.) w Berlinie-Schönebergu, przy Innsbrucker Straße 5. Początkowo chciała zostać projektantką wnętrz i z tego powodu uczyła się malarstwa u Eugena Spiro, ale szybko odkryto jej talent muzyczny. Po przesłuchaniu podjęła naukę gry w klasie fortepianu u Artura Schnabla. Później pobierała jeszcze lekcje u innych pianistów. 
Grała z Berlińską Orkiestrą Symfoniczną (niem. Konzerthausorchester Berlin), a od 1920 r. występowała w całej Europie, również w Polsce. W 1933 roku odbyła tournée po Anglii. W swojej twórczości należała do muzycznej awangardy lat 20., m.in. w eksperymentowała z muzyką elektroniczną. Ze względu na jej entuzjazm dla współczesnych kompozytorów, często dokonywała prawykonywania ich utworów. Członkini Międzynarodowego Towarzystwa Muzyki Nowej i wykładowczynia konserwatorium muzycznego. Epstein dodatkowo portretowała współczesnych jej kompozytorów, muzyków i osobowości literackie, których często spotykała osobiście, m.in. Arsenija Awraamowa. Jej prace powstawały głównie pod koniec lat 20., ale znane są także jej podobizny pracowników Żydowskiego Stowarzyszenia Kulturalnego z lat 1938/1939. Tworzyła także wycinanki przedstawiające znane osoby, a część z nich publikowano w prasie. 
Po przejęciu władzy w Niemczech przez nazistów została objęta zakazem publikowania swoich portretów, a później także koncertowania – w sierpniu 1935 r. została wydalona z Izby Muzycznej Rzeszy, co równało się zakazowi wykonywania zawodu. Rok później zabroniono jej także nauczania aryjskiej młodzieży. 
Na początku lat 40. XX w. była ofiarą pracy przymusowej w firmie produkującej wyroby elektrotechniczne. Deportowana ze stacji towarowej Putlitzstraße 19 października 1942 r. z Berlina, zginęła 22 października tego samego roku podczas masowej egzekucji Żydów i Żydówek w Rydze wraz z siostrą. 
Podobnie jak siostra Margot, Epstein pozostała niezamężna.